# Stazione di Surovas
La stazione di Surovas è una stazione ferroviaria posta sulla ferrovia del Bernina, gestita dalla Ferrovia Retica. È posta a Surovas, località di Pontresina.

## Storia
La stazione entrò in funzione il 1º luglio 1908 insieme alla tratta Pontresina-Morteratsch della linea del Bernina della Ferrovia Retica.